# Мій друг
«Мій друг» (нім. Ein Freund von mir) — німецький фільм 2006 року Себастіана Шіппера, який показує історію дружби між страховим менеджером і тимчасовим працівником.

## Сюжет
Карл працює як талановитий і успішний молодий менеджер при страховій фірмі. Аби промоніторити ринок одного страхового проекту його шеф відкомандировує до підприємства, яке дає свої автівки на прокат. Робота була тимчасова і під підкриттям. Карлу вдається переконати роботодавця, аби той взяв його на роботу, сказавши, що він вивчає теологію і потрібні гроші. На новій тимчасовій роботі Карл зустрічає «митця життя» Ганса і допомагає йому здобути роботу, давши декілька порад.
Ганс-філософ їздить на старій DAF 66 і нервує інтровертного Карла спочатку своєю постійною дистанційними, а потім зневажливими запитаннями і все більше підводить його до того, аби використовувати свої почуття. Ганс знайомить Карла зі свою подругою Штеллє, яку він називає своєю королевою і, яка працює стюардесою. Карл закохується у Штеллє, що ставить його у тяжке емоційне і непросте становище, Ганс, навпаки, полишив ситуацію і не мав наміру контролювати ситуацію.

## Особливості
Під час кінопрем'єри у жовтні 2006 року Даніель Брюль та Юрген Фогель спробували потрапити в книгу рекордів Гінесса. Їхня мета була у кінопрем'єрі з Віллом Смітом, який відвідав 2 кінопрем'єр у Великій Британії. Команда кінофільму організувала 6 прем'єр у 5-ьох містах в той же самий час.

## Музика кінофільму
Саундтреки — переважно спокійний акустичний рок з електронними елементами — взяті з Gravenhurst, Talk Talk, Savath & Savalas та International Pony.

## Критика
|  | Фільм долає межі простоти Buddy-Movie і показує складності самопошуку у певному віці. |

|  | Чудовий молодіжний фільм, поетична любовна історія і вишукана комедія про автомобільний фетиш. |